# سمكة الأسد الشائعة
سمكة الأسد الشائعة (الاسم العلمي:  Pterois miles)، أو سمكة التنين الشائعة، تعرف أيضا بالاسم المتداول لها سمكة ديك البحر الشائعة، هي نوع من أنواع الأسماك التي تنتمي لطائفة شعاعيات الزعانف، موطنها الأصلي هو في المناطق التي غرب المحيط الهادئ-الهندي. غالبًا ما يتم الخلط بين سمكة الأسد الشائع وبين السمك القريب جدا من نوعه، سمكة الأسد الحمراء (الاسم العلمي:  Pterois volitans). إن الاسم العلمي لهذه الأسماك ينحدر من كلمة pteron اليونانية، وتعني «جناح»، ومن كلمة miles اللاتينية التي تعني «جندي».

## الوصف
تنمو أسماك الأسد الشائعة حتى طول يبلغ حوالي 35 سنتيمتر (14 بوصة). تحتوي الزعنفة الظهرية على 13 أشواك طويلة وقوية وما بين 9-11 شعاعًا ناعمًا، الزعنفة الشرجية لها ثلاث أشواك طويلة وستة أو سبع أشعة ناعمة. تبدو الزعنفة الظهرية وكأنها ريشية والزعانف الصدرية تشبه الأجنحة وتحوي أشعة عريضة منفصلة ومالسة. تختلف هذه الأسماك في اللون من لون يشبه ضرب من اللون الأحمر إلى لون بني-أسمر أو رمادي، لها العديد من 'الأشواك' الرقيقة، التي تكون داكنة اللون ومتواجدة على رؤوسها وأجسامهما. زاوية الرأس لهذا النوع من أسماك الأسد تكون أقل حادة من زاوية الرأس لنوع أسماك الأسد الحمراء.

## السلوك
تعتبر أسماك الأسد الشائعة مخلوقات ليلية بشكل رئيسي، ومن الممكن أن تقوم بالاختباء في الشقوق أثناء وقت النهار. تتغذى هذه الأسماك على أنواع أسماك أخرى وعلى القشريات الصغيرة. القليل من الحيوانات تقوم بافتراس سمك الأسد الشائع، وربما يكون السبب من وراء ذلك هو أشواكها السامة. من الممكن أن تقوم أسماك الأسد الكبيرة والبالغة من هذا النوع؛ بافتراس الأسماك الأصغر سنا وأصغر حجما من نفس النوع. وقد تبين أن أسماك زراقة المالسة (الاسم العلمي:  Fistularia commersonii)، تفترس وتقوم بالتغذي على سمك الأسد الشائع، كما وتقوم أسماك الهامور بافتراس سمك الأسد من هذا النوع في مناطق جزر البهاما.

## موائله وتوزيعه
الموطن الاصلي لأسماك الأسد الشائعة هو في المحيط الهندي، من البحر الأحمر، إلى جنوب أفريقيا، وحتى إندونيسيا. لقد تم الإبلاغ مؤخرًا عن وجود هذه الأسماك في شرق ووسط البحر الأبيض المتوسط، بالقرب من قبرص، والبقرب من مالطا، ووصولًا نحو الشمال حتى إزمير في بحر إيجة (وصلت هذه الأسماك البحر الأبيض المتوسط عن طريق هجرة لسبسية؛ أي وصلت البحر الأبيض المتوسط من البحر الأحمر عبر قناة السويس). كما وأنها تتواجد الآن قبالة الساحل الشرقي للولايات المتحدة وفي البحر الكاريبي حيث تعتبر هناك من أنواع الأسماك المجتاحة. تشبه هذه الأسماك إلى حد كبير مظهر أسماك الأسد الأحمر؛ وهو نوع لا يتواجد في مياه البحر الأحمر. تتواجد أسماك الأسد الشائعة عادة في المناطق التي بها شقوق وصدوع أو في مناطق البحيرات الشاطئة، غالبًا؛ وفي معظم الأوقات تكون متواجدة عند المنحدرات الخارجية للشعاب المرجانية. تم التعرف على أنواع إنقليس موراي مؤخرًا على أنها مفترسات طبيعية لأسماك الأسد الشائعة في موطنها الأصلي في البحر الأحمر. تعتبر بعض أنواع أسماك الهامور، وأنواع من أسماك القروش التي تتواجد في مناطق الشعاب المرجانية؛ كأنواع التي تقوم أيضًا بافتراس سمكة الأسد من النوع هذا.

## المخاطر
أشواك الزعانف لهذه الأسماك تعتبر سامة للغاية، وقد تسببت هذه الأسماك والأشواك السامة المتواجدة عليها في حالات موت عديدة بين بني البشر.

## صور

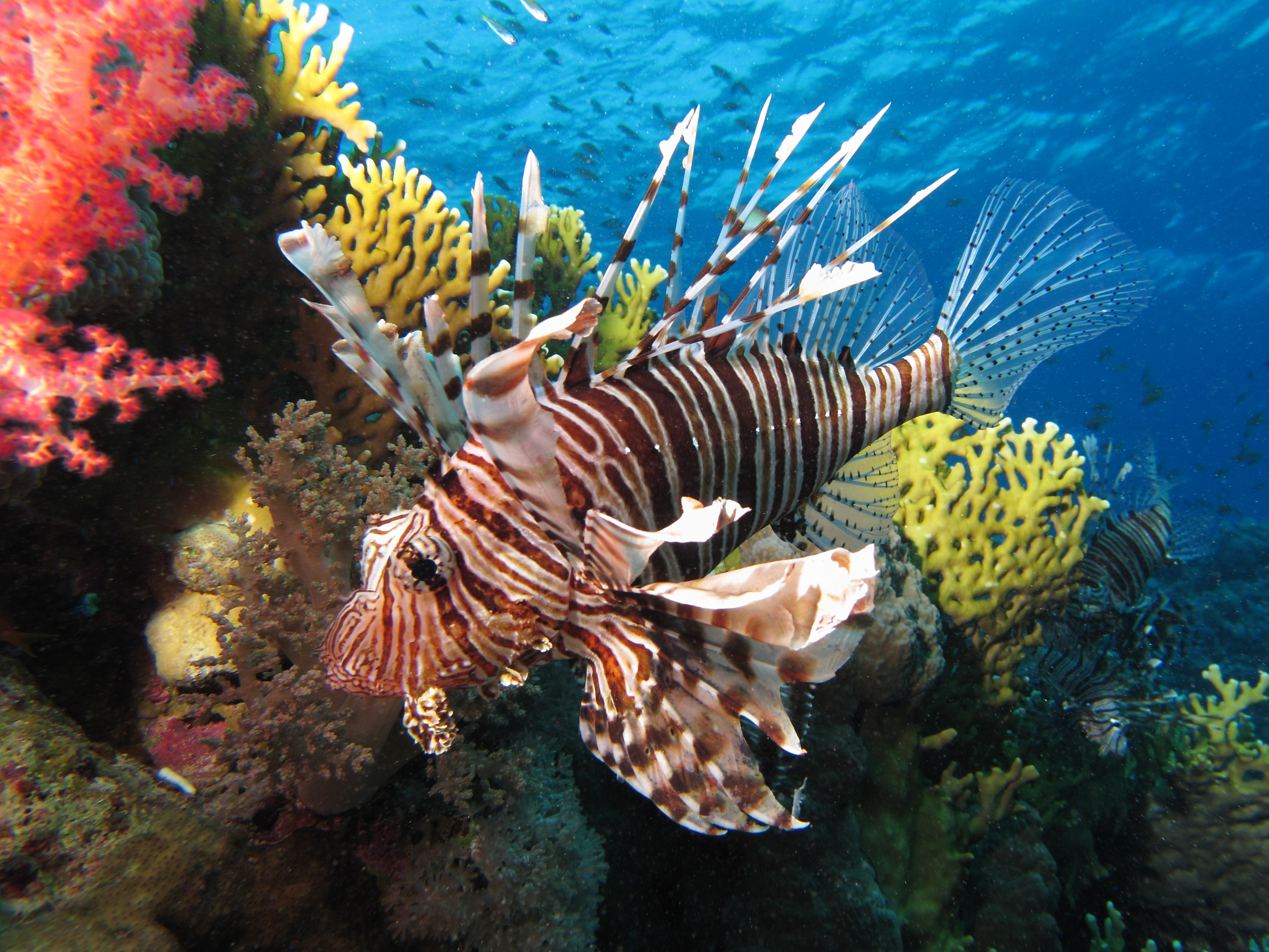
سمك الأسد الشائع بالقرب من حطام دونرافين (البحر الأحمر)
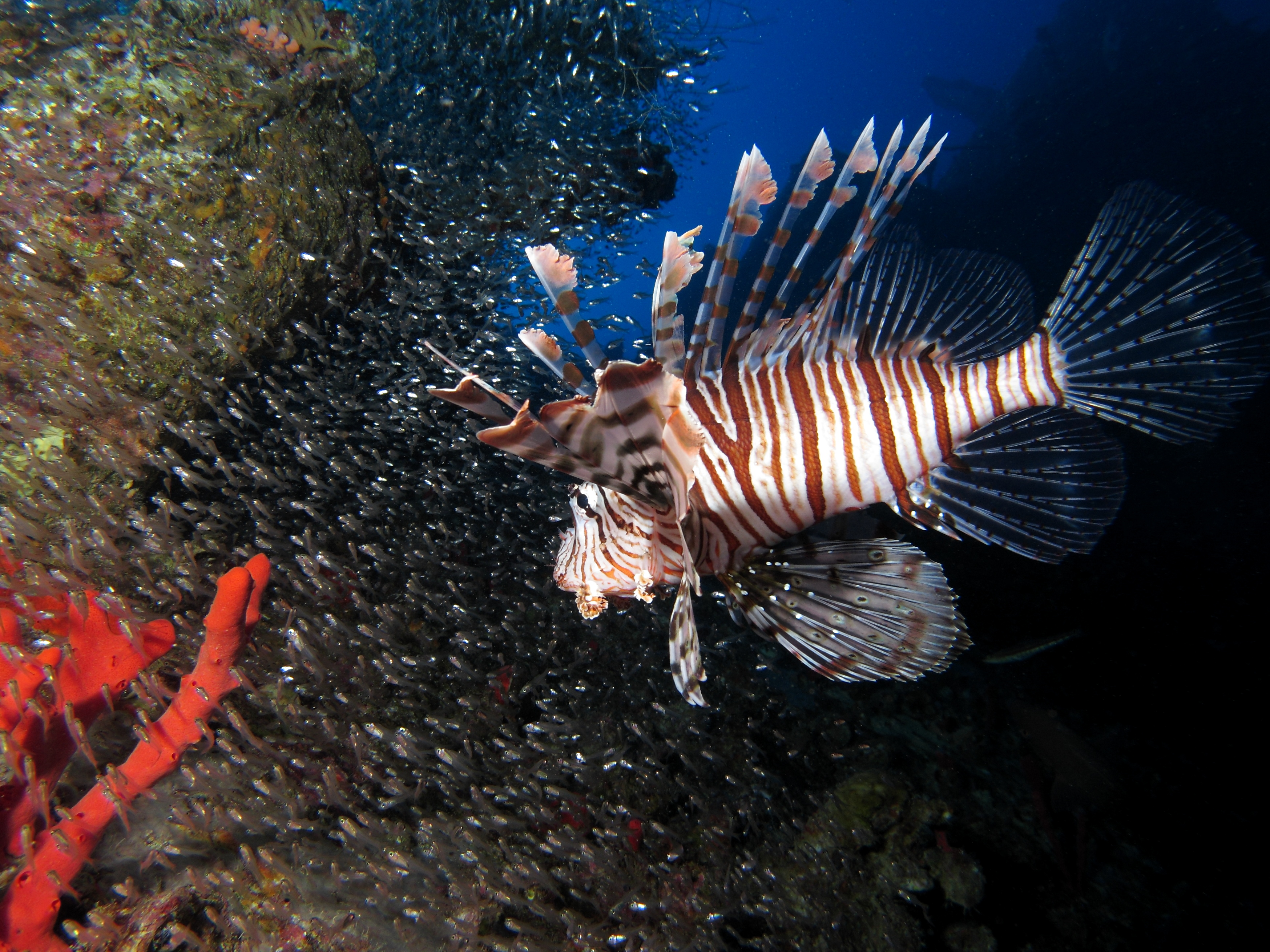
سمك الأسد الشائع سمك يطارد وراء أسماك الفريخ (أسماك الزجاج الآسيوي) في منطقة حطام الميناء (البحر الأحمر)
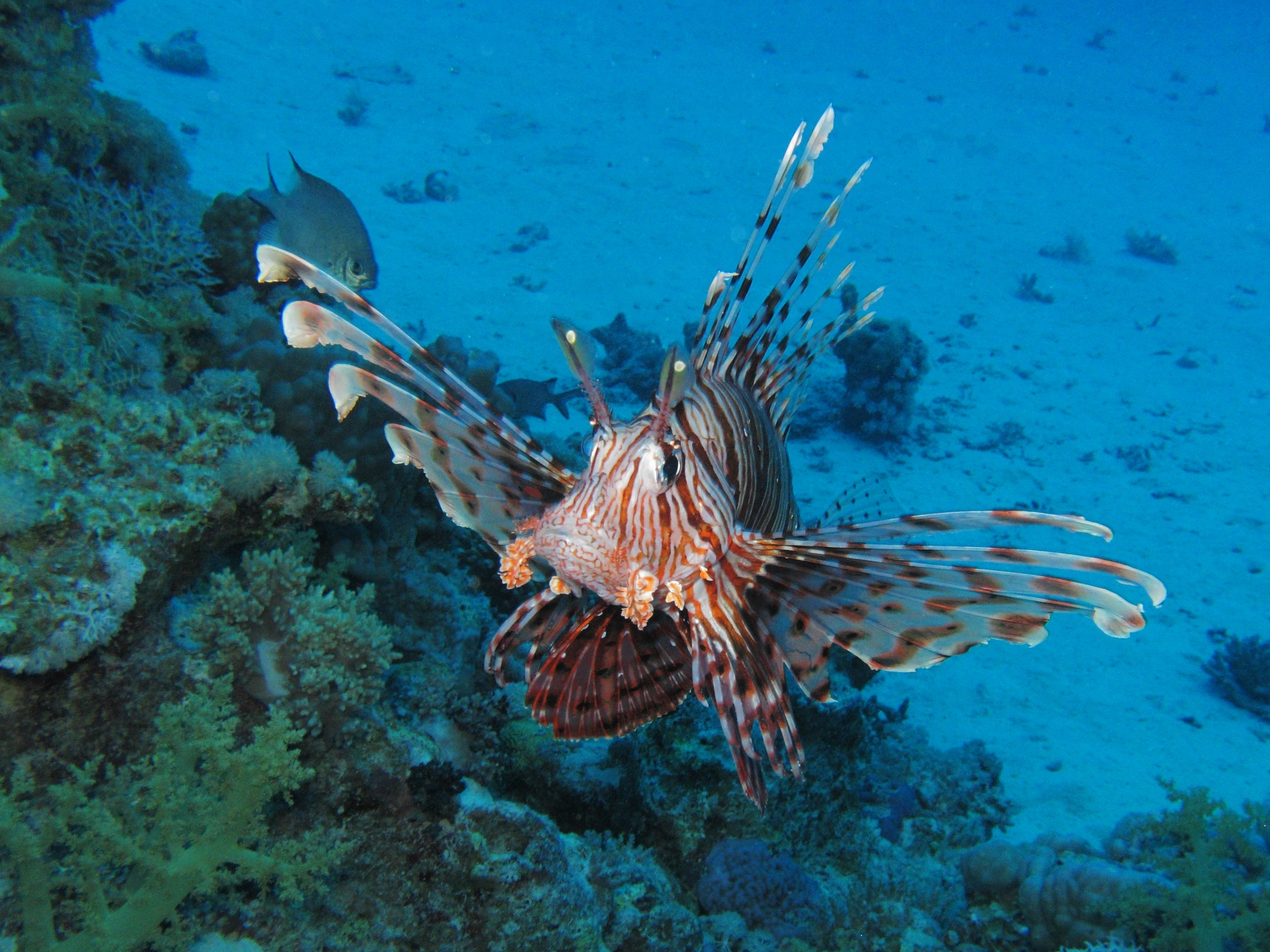
سمك الأسد الشائع في منطقة الشعاب المرجانية ساتايا (البحر الأحمر)
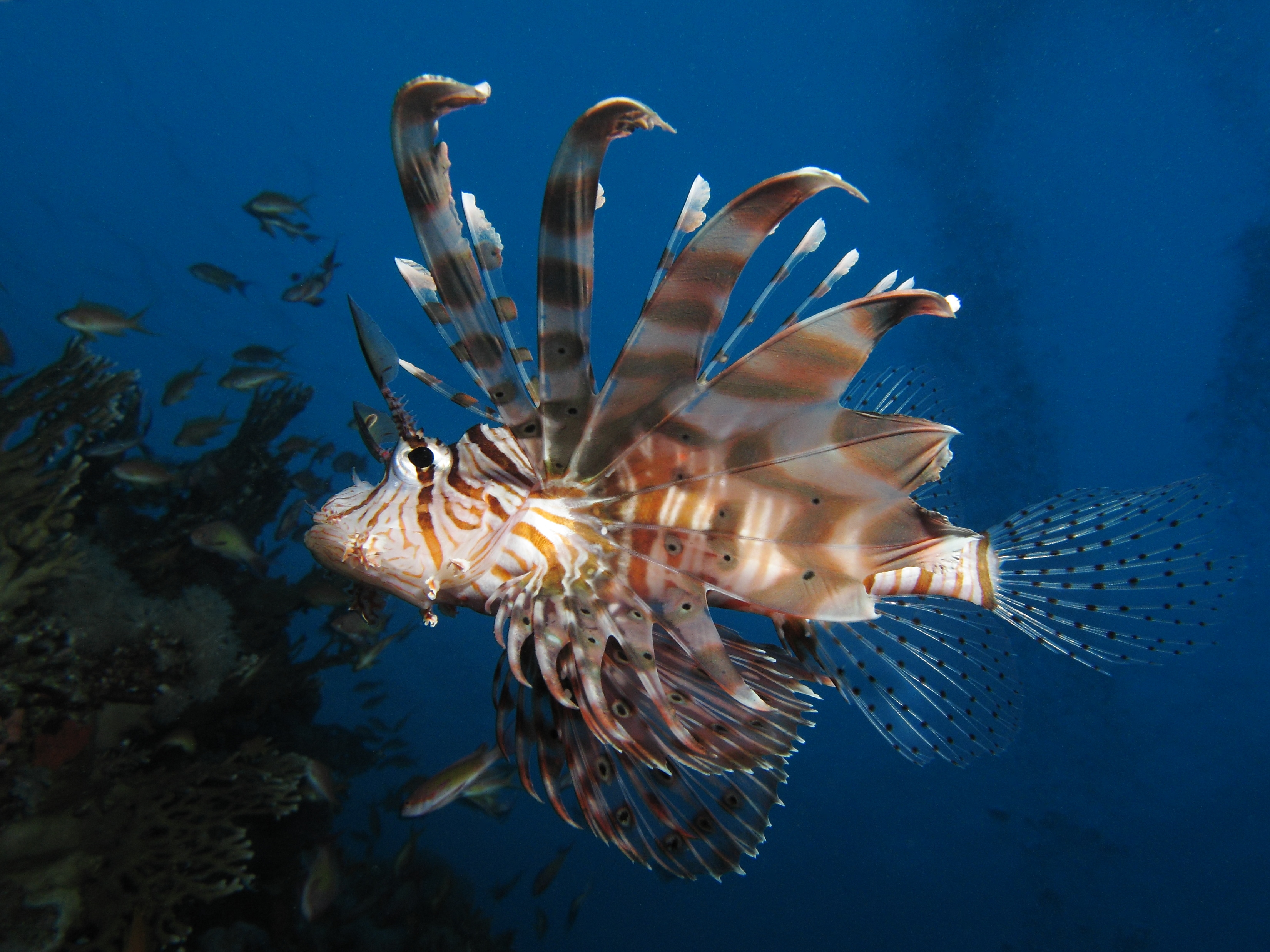
سمك الأسد الشائع في منطقة شعاب انجوش (البحر الأحمر)